# Cosa (filosofía)
En filosofía, cosa (del latín causa, «causa», «asunto») es un término que tiene varios sentidos, según André Lalande.
El primer sentido, de carácter ontológico se refiere a todo aquello que puede ser pensado, supuesto, afirmado o negado. Es el término más general que puede tener lugar de todo aquello cuya existencia se supone.
La segunda acepción, en teoría del conocimiento, expresa la idea de una realidad concebida en un estado estático y que tiene un sistema supuestamente fijo de cualidades y propiedades. La cosa se opone, en este sentido, al hecho o fenómeno. De este modo, cosa y objeto son sinónimos. Aquí se incluiría también la cosa en sí en sentido metafísico, es decir, aquello que existe por sí mismo y sin necesidad de suponer ninguna otra cosa.
Finalmente, en un tercer sentido de carácter ético, la cosa es aquello que se opone a la persona. La cosa no se pertenece a sí misma, puede ser poseída y no puede percibirse como sujeto de derecho, frente a la persona, que puede poseer las cosas y ser sujeto de derecho.
Además, según el Diccionario de conceptos filosóficos de Michel Blay, la «cosa» es la entidad con mayor extensión y menor determinación. Frente a la antigua relación de las filosofías griega y romana entre la cosa y el ser humano, la filosofía moderna contrapone el sujeto al objeto, sin que por ello haya cambiado la problemática.

## Significado
La expresión «cosa» es un concepto muy amplio y versátil de la lengua española. Su significación varía en función del uso que se le dé. He aquí algunos de sus significados más comunes: objeto o elemento material, asunto o producto,etc.
sustancia.

### Pensamiento griego
Suele pensarse que la filosofía griega mantiene un «predominio de la cosa». Será con el cristianismo cuando vaya introduciéndose el concepto de persona como predominante, a medida que «se reconocen tipos de realidad no reductibles a lo fijo, lo estático, a lo exterior, a la figura, etc».

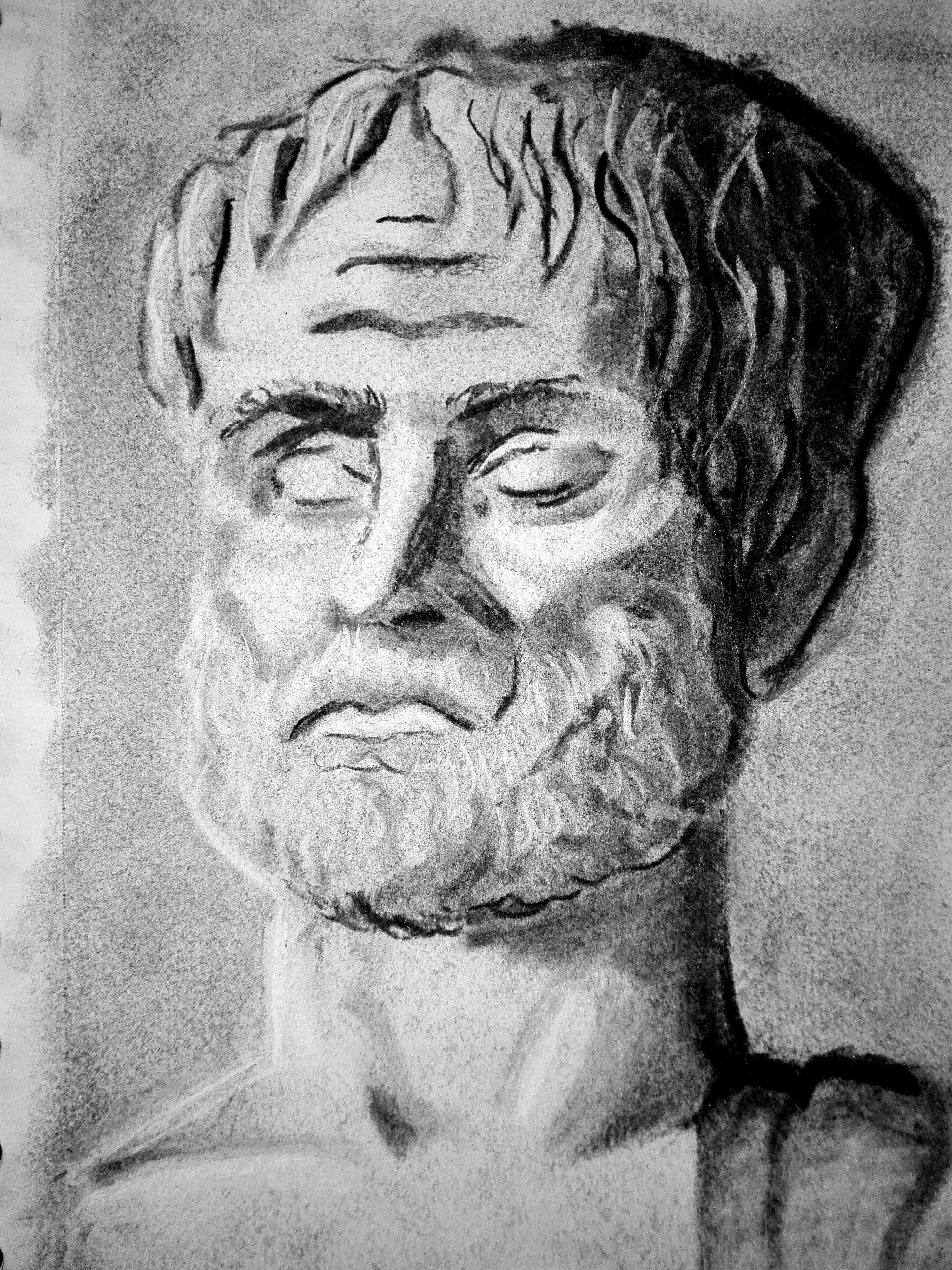
Dibujo a carboncillo del busto de Aristóteles.

Aristóteles entendía el logos como la suma de las características de una cosa, teniendo cada cosa su propio nombre.

### Escolástica
Según la filosofía escolástica, la cosa es uno de los cinco modos de ser y corresponde siempre al ente. El concepto de cosa es considerado como uno de los trascendentales.
A partir de la filosofía moderna de los siglos XVII y XVIII, el término cosa comienza a incluir no sólo cosas, sino también cualquier estado de cosas.

### En Kant
«Cosa» se refiere en Kant al objeto del conocimiento sensible. La filosofía de Kant toma como punto de partida la sensación, que genera una intuición empírica. Esta forma parte del fenómeno, que se reduce al objeto posible de la intuición del sujeto. Sin embargo, la cosa en sí, es decir, la realidad como podría al margen de esta experiencia posible, es para Kant inalcanzable.

#### Ética kantiana
En cuanto a la ética, Kant distingue al ser humano de cualquier «cosa», ya que el ser humano debe ser un fin en sí mismo y nunca un medio ni instrumento para algo más.

### En Heidegger

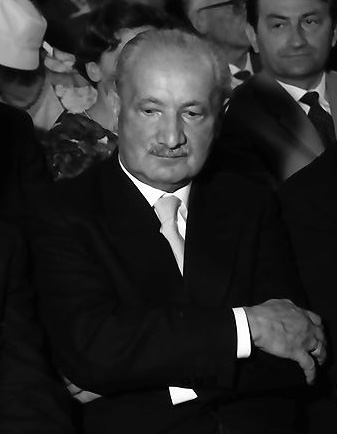
Martin Heidegger en 1960.

Según expone Martin Heidegger en La pregunta por la cosa, podemos distinguir dos sentidos de la palabra cosa. Por una parte, uno más restringido y que hace referencia a lo tangible, lo sensible. Así, cuando se nos indica que pensemos en «una cosa», solemos pensar en utensilios: un cuchillo, un reloj, un alambre, etc. Si pensamos en un árbol grande, hablamos de «una cosa inmensa». Sin embargo, no llamamos «cosa» al número 5, ya que no se puede oír ni tocar. Así, podemos distinguir aquí cada cosa de la palabra que la nombra.
Otro sentido de la palabra «cosa» se da cuando usamos la expresión «"pasa alguna cosa rara"». No mentamos en este caso ningún utensilio. Y cuando hablamos de «tener en cuenta sobre todo esas cosas» cuando hay que tomar una decisión, de nuevo no nos referimos a objetos, sino a consideraciones y decisiones. En este sentido, «cosa» viene a referirse a algún «asunto» o «causa».
A estos dos sentidos habría que incluir también el que tiene la cosa en sí de la filosofía de Immanuel Kant.

### En Bunge
En su Diccionario de filosofía, Mario Bunge define cosa como «un objeto diferente de un constructo», respondiendo esto último a conceptos, proposiones, o teorías.